# Батиняни (Джуловаць)
45°27′ пн. ш. 17°09′ сх. д. / 45.45° пн. ш. 17.15° сх. д.
Батиняни (хорв. Batinjani) — населений пункт у Хорватії, у Б'єловарсько-Білогорській жупанії у складі громади Джуловаць.

## Населення
Населення за даними перепису 2011 року становило 247 осіб.
Динаміка чисельності населення поселення: